# Eurytoma flavifacies
Eurytoma flavifacies is een vliesvleugelig insect uit de familie Eurytomidae. De wetenschappelijke naam is voor het eerst geldig gepubliceerd in 1969 door Bugbee.